# Первый рейс (фильм)
«Первый рейс» — советский цветной художественный телефильм режиссёра Аян Шахмалиевой. Снят по заказу Государственного комитета Совета министров СССР по телевидению и радиовещанию в 1976 году Творческим объединением телевизионных фильмов на киностудии «Ленфильм».

## Сюжет
Юный учащийся из Рыбинского речного училища Колька (Михаил Васьков) прибывает на месячную летнюю практику матросом на буксир-толкач «Богатырь».
Отправившись в свой «Первый рейс», неопытный практикант выстраивает поначалу непростые отношения с пожилым бывалым Капитаном когда-то боевого катера (Борис Андреев).

Романтические и наивные представления паренька о навигации на реке наталкиваются на рутинные и поначалу кажущиеся обидными поручения строгого капитана. Выдраивание палубы шваброй, покраска бутафорской дымовой трубы чёрным «Кузбасслаком», чистка кирпичной пылью до блеска медных рукояток… Как всё это далеко от прокладки курса по картам с помощью лоции, а старый буксир с баржей так не похож на катера и яхты из журнала и, тем более, на пассажирский круизный теплоход!

## В ролях
- Борис Андреев — Капитан дядя Митя (Дмитрий Иванович Белоусов) (главная роль)[3]
- Михаил Васьков — Колька Лошкарёв, практикант
- Ирина Румянцева — Маша
- Гедиминас Пранцкунас — Витас, механик (в титрах Пранскунас)
- Олег Анофриев — Сергей Воскобойников, матрос
- Алла Мещерякова — Варя Воскобойникова, жена Сергея

В эпизодах:
- Леонид Уткин — Игорь Павлович, начальник пароходства
- Николай Константинов
- Е. Лощицкий
- Юлия Карелина — дремлющая пассажирка автобуса (нет в титрах)

## Съёмочная группа
- Автор сценария — Вольф Долгий
- Режиссёр-постановщик — Аян Шахмалиева
- Главный оператор — Владимир Ильин
- Главный художник — Марксэн Гаухман-Свердлов
- Композитор — Исаак Шварц
- Звукооператор — Л. Шумячер
- Консультант — В. Смирнов
- Директор картины — Анатолий Шехтман

## Факты
- Съёмки фильма проходили на реке Неман, в городе Советск, Калининградской области и в Калининградском рыбном порту[1][4].
- В фильме прозвучали:

• отрывок из песни Станислава Горбика «А утки кря-кря-кря» 1962 года в исполнении Олега Анофриева;
• песня «Seasons in the sun» из альбома «Laughter in the Rain» 1975 года в исполнении оркестра Рея Конниффа;
• популярная в то время песня Аллы Пугачёвой «Арлекино»;
• довоенная дворовая песня «Серая юбка» в исполнении Олега Анофриева;
• симфония № 40 Моцарта в популярной обработке.
- Роль Маши — первая роль Ирины Румянцевой, первокурсницы Ленинградского института театра, музыки и кинематографии[1].